# 水谷果穂
水谷 果穂（みずたに かほ、1997年〈平成9年〉11月3日 - ）は、日本の女優、歌手。静岡県浜松市出身。研音所属。既婚。

## 略歴
2012年の春に、本人に知らせず祖母が応募したオーディションに合格して芸能事務所の研音に所属する。月に一度毎にレッスンを受け、オーディションに合格して2013年4月に学校法人大原学園のテレビCM「飛びたい気持ち」篇に出演し、芸能界デビューする。同年7月にテレビドラマ『リアル脱出ゲーム 密室美少女』（テレビ東京）に出演する。2015年7月から『夢の通り道』（日本テレビ）にナビゲーターとしてレギュラー出演する。
18歳の誕生日となる2015年11月3日に実家など浜松で撮影したファースト写真集『水谷果穂』（ワニブックス）を発売する。同年10月公開の『先輩と彼女』で映画に初出演し、2016年1月公開の『バレンタインナイトメア』で映画で初主演する。
浜松から東京まで片道1時間半かけて新幹線で通いつつ芸能活動と学業を両立していたが、2016年3月に静岡県立浜松湖東高等学校を卒業したのち、芸能活動に専念する。
2017年7月12日に主演短編映画『明日、アリゼの浜辺で』の主題歌「青い涙」で歌手デビュー し、8月11日に初のワンマンライブ「Let's Get Going」を開催する。
2018年2月17日に大阪城ホールで開催された音楽イベント「LIVE SDD 2018」に出演し、3月31日から『Going!Sports&News』（日本テレビ）にお天気キャスターとして土曜日に出演する。9月に足の手術を受けるため一時休養し、11月に復帰した。
2019年11月に「Ray web」を中心に活動する『Ray』（主婦の友社）の新ユニット「Raygirl」のメンバーになる。11月に浜松市の魅力を国内外に広く宣伝・PRする親善大使「浜松市やらまいか大使」に就任した。
2021年7月11日放送の『禍話』（朝日放送テレビ）で、地上波ドラマ初主演。
2024年4月22日、学生時代の友人である一般男性との結婚を自身の公式サイトにて発表した。

## 人物
- 読書、料理、食品サンプル集めを趣味[23]に、早口言葉[26]を特技とするが、失敗することもある[27]。動物を好む。
- 3人姉妹の長女[4][28][2][3]である。
- 現代文が得意科目[26]で、中学でバレーボール部[29]、高校で物理科学部に所属した[30]。
- 「映画で主演する女優」を目標としている[28]。好きな女優は井上真央[31]で、目標の女優は綾瀬はるか[13]である。
- 浜松から新幹線で仕事に通った[28]。
- 同じ事務所の大友花恋と特に親交が深く、『凪のお暇』（TBS）に出演した際は役作りを大友に相談した[32]。

## 出演

### テレビドラマ
役名が太字のものは、主演作品。
- リアル脱出ゲーム 密室美少女（2013年7月20日 - 9月28日、テレビ東京系） - 黛ちはや 役[33][34]
- 家族の裏事情（2013年10月25日 - 12月13日、フジテレビ） - 石和千代美 役[35]
- 地獄先生ぬ〜べ〜（2014年10月11日 - 12月13日、日本テレビ） - 中島法子 役[36]
- ナポレオンの村（2015年7月19日 - 9月20日、TBS） - 鈴木甘菜 役[37]
- 民間科捜研 桐野真衣の殺人鑑定（2016年3月14日、TBS） - まっつん 役
- こえ恋（2016年7月9日 - 10月1日、テレビ東京） - 青山雪 役 [38]
- 仮面ライダーゴースト 第39話・第40話（2016年7月10日・17日、テレビ朝日） - 夏目真由 役[39]
- 連続テレビ小説（NHK）
  - とと姉ちゃん 最終週（2016年9月25日 - 10月1日） - 森井（花山）茜 役[40]
  - なつぞら 第27話 - 第156話（2019年5月1日 - 9月28日） - 三橋佐知子 役
- スニッファー 嗅覚捜査官（2016年10月22日 - 12月3日、NHK） - 片山美里 役[40]
  - スニッファー スペシャル（2018年3月21日）[41]
- ミッドナイト・ジャーナル 消えた誘拐犯を追え！七年目の真実（2018年3月30日、テレビ東京） - 清川愛梨 役[42]
- ブラックペアン（TBS） - 宮元亜由美 役
  - シーズン1（2018年4月22日 - 6月24日）[43]
  - シーズン2（2024年7月7日 - 9月15日）[44]
  - ブラックペアンと言いたくて…（2024年7月12日 - 9月20日） - ヒロイン[45]
- 義母と娘のブルース 第6話 - 第9話（2018年8月14日 - 9月11日、TBS） - ユナ 役[46]
- メゾン・ド・ポリス 第6話・第9話・最終話（2019年2月15日・3月8日・15日、TBS） - 高平小梅 役[47]
- 凪のお暇（2019年7月19日 - 9月20日、TBS） - エリィ 役[48]
- 美食探偵 明智五郎 第7話 - 最終話（2020年6月14日 - 28日、日本テレビ） - みわ 役
- 未解決の女 警視庁文書捜査官 Season2 第5話（2020年9月3日、テレビ朝日） - 麦野奈津 役
- イチケイのカラス（2021年4月5日 - 6月14日、フジテレビ） - 一ノ瀬糸子 役[49]
  - イチケイのカラス〜井出伊織、愛の記録〜（2023年1月10日 - 14日） - ヒロイン[50]
  - イチケイのカラス スペシャル（2023年1月14日）[50]
- 禍話（2021年7月11日、朝日放送テレビ） - 主演・加藤よしの 役[25][51]
- 妻、小学生になる。（2022年1月21日 - 3月25日、TBS） - 菊池詩織 役[52]
- アナタの悩みを名画が解決!?ドラマチック美術館 第1話（2022年2月9日、NHK BSプレミアム） - 藤咲星羅 役[53]
- ナンバMG5 第1話・第2話（2022年4月13日・20日、フジテレビ） - 広瀬マーヤ 役[54][55]
- 青春シンデレラ（2022年10月17日〈16日深夜〉 - 12月26日〈25日深夜〉、ABCテレビ・テレビ朝日） - 秋山美月 役[56]
- バツイチ2人は未定な関係〜「ふつう」、やめます!編（2023年1月5日〈4日深夜〉、テレビ朝日） - 椎名弓美 役[57]
- 凋落ゲーム（2023年2月8日 - 3月1日、フジテレビ） - ヒロイン・王生楓 役[58]
- VIVANT 第5話・第6話（2023年8月13日・20日、TBS） - 三井鈴 役[59][60]
- 沼オトコと沼落ちオンナのmidnight call 〜寝不足の原因は自分にある。〜 第5話（2023年10月5日、テレビ東京） - ヒロイン・真中咲子 役[61][62]
- ウルトラマンアーク（2024年7月6日 - 2025年1月18日、テレビ東京） - ヒロイン・夏目リン 役[63]
- おいち不思議がたり第3話・4話（2024年9月15日・22日、NHK BS・NHK BSプレミアム4K） - おふね 役
- 離婚弁護士 スパイダー Season2 〜偽りと裏切り編〜 第4話・第5話（2025年、日本テレビ） - 一ノ宮紗織 役[64]
- スティンガース 警視庁おとり捜査検証室 第5話（2025年8月19日、フジテレビ） - 南の守 役[65]

### 配信ドラマ
- 臨床犯罪学者 火村英生の推理（Hulu） - 菜々子 役[66]
  - Another Story2 「切り裂きジャックを待ちながら」前編（2016年3月27日配信）
  - Another Story3 「切り裂きジャックを待ちながら」後編（2016年4月3日配信）
- 明日、アリゼの浜辺で（2017年6月 - 、GYAO!） - 主演・山口愛子 役[17]
- なまいきざかり。（2018年2月20日 - 3月5日、白泉社） - 町田由希 役[67]
- バツイチ2人は未定な関係〜人生は二択じゃない!編（2023年1月5日〈4日深夜〉、TELASA） - 椎名弓美 役[57]

### バラエティ番組
- 痛快TV スカッとジャパン（フジテレビ）
  - 胸キュンスカッと おばあちゃんの5千円札（2015年7月20日） - 中村美穂 役
  - 世直しジュディ（2015年10月26日） - 北原友美 役
  - 胸キュンスカッと 君の音色が聴きたくて（2016年2月1日） - 瑠衣 役
  - クリスマス胸キュンスカッと 揚げパンは初恋の味（2016年12月19日） - 島田瞳 役
  - 胸キュンスカッと 恋の借り物競争（2017年6月12日） - 心美 役
- ここにタイトルを入力（フジテレビ）
  - 足りない世界で愛を描く。（2022年5月3日） - 主人公・アサクラ 役
- THE突破ファイル（日本テレビ）
  - 注文の多すぎる突破狭小住宅 -  水谷穂乃果 役

### その他のテレビ番組
- 夢の通り道（2015年7月5日 - 2018年9月16日・11月18日 - 2021年9月26日、日本テレビ） - ナビゲーター[68][69]
- Going!Sports&News（2018年3月31日 - 2019年3月23日、日本テレビ） - お天気キャスター（土曜版担当）[20]

### ラジオ
- 水谷果穂のBLUE TEARS（2017年4月1日 - 9月30日、FM FUJI）[70]
- 水谷果穂 19歳のレシピ → 水谷果穂 20歳のレシピ[注 1]（2017年6月20日 - 2018年6月26日、FM OH!）[71]
- 水谷果穂 19歳の夏休み（2017年8月7日 - 8月28日、CROSS FM）[72]
- Actors -life & music-（2024年6月29日、JFN）※6月第5週を担当[73]

### 映画
- 先輩と彼女（2015年10月17日、東映） - 桃谷木綿子 役[74][75]
- バレンタインナイトメア（2016年1月23日、NSW） - 主演・佐藤美奈子 役[76]
- ホラーの天使（2016年11月26日、KATSU-do） - 安奈 役[77]
- honey（2018年3月31日、東映 / ショウゲート） - 矢代かよ 役[78]
- セントウ・レコード SideA（2018年） - 主演・山口三輪子 役[79]
- さくら（2020年11月13日、松竹） - 矢嶋優子 役[80]
- ブレイブ -群青戦記-（2021年3月12日、東宝） - 鈴木あさみ 役
- 映画 イチケイのカラス（2023年1月13日、東宝） - 一ノ瀬糸子 役[81]
- サラリーマン金太郎【魁】編（2025年2月7日、ライツキューブ）[82]
- ウルトラマンアーク THE MOVIE 超次元大決戦！光と闇のアーク（2025年2月21日公開予定、松竹）- 夏目リン 役[83]

### 舞台
- ミュージカル『昭和元禄落語心中』（2025年2月28日 - 3月22日、東急シアターオーブ / 3月29日 - 4月7日、フェスティバルホール / 4月14日 - 23日、福岡市民ホール） - 小夏 役[84]

### CM
- 学校法人大原学園（2013年4月 - 2015年3月）[85]
- 株式会社イーストボーイ「EAST BOY」（2014年1月 - 2015年1月）[85]
- アサヒ飲料「WONDA」金の微糖 「屋上」編（2016年4月16日 - 2017年5月）[86]

### 玩具
- ウルトラマンアーク アークアライザー MEMORIAL EDITION（2025年8月）

## 作品

### シングル
- 青い涙（2017年7月12日、ワーナーミュージック・ジャパン） - 主演短編映画『明日、アリゼの浜辺で』主題歌[17]
- 君のステージへ（2018年6月27日、ワーナーミュージック・ジャパン） - テレビアニメ『若おかみは小学生!』（テレビ東京系）主題歌[87]。完全限定生産で発売[88]。

### アルバム
- 深呼吸（2019年8月28日、ワーナーミュージック・ジャパン） - 収録曲「朝が来るまで」はテレビ東京系ドラマ『リーガル・ハート 〜いのちの再建弁護士〜』主題歌[89]。

## 書籍

### 写真集
- 水谷果穂（2015年11月3日、ワニブックス、撮影：長野博文）ISBN 978-4-8470-4798-5[16][90]
- 1819（2017年1月22日、ワニブックス、撮影：長野博文）ISBN 978-4-8470-4893-7[91]
- Anniversary（2017年11月3日、ワニブックス、撮影：長野博文）ISBN 978-4-8470-4969-9[92]

### カレンダー
- 水谷果穂カレンダー 2020（2019年12月6日、ワニブックス、撮影：西条彰仁）ISBN 978-4-8470-8252-8[93]
- 水谷果穂　2021.04 - 2022.03 カレンダー（2021年3月）[94]